# Умин
Уми́н (кит. упр. 武鸣, пиньинь Wǔmíng) — район городского подчинения городского округа Наньнин Гуанси-Чжуанского автономного района (КНР).

## История
До X века эти земли в состав разных уездов, которые постепенно один за другим были присоединены к уезду Уюань (武缘县). После Синьхайской революции уезд Уюань был в 1912 году переименован в Умин (武鸣县).
После образования КНР в 1949 году был создан Специальный район Умин (武鸣专区), и уезд вошёл в его состав. Уже в 1950 году Специальный район Умин был расформирован, и уезд перешёл в состав Специального района Наньнин (南宁专区). В 1951 году Специальный район Наньнин тоже был расформирован, и уезд перешёл в состав Специального района Биньян (宾阳专区). В декабре 1952 года в провинции Гуанси был создан Гуйси-Чжуанский автономный район (桂西壮族自治区), а в 1953 году Специальные районы Биньян и Чунцзо были объединены в Специальный район Юннин (邕宁专区) Гуйси-Чжуанского автономного района. В 1956 году Гуйси-Чжуанский автономный район был переименован в Гуйси-Чжуанский автономный округ (桂西僮族自治州). В 1958 году автономный округ был упразднён, а вся провинция Гуанси была преобразована в Гуанси-Чжуанский автономный район. Специальный район Юннин был в 1958 году расформирован, и был опять создан Специальный район Наньнин. 
В декабре 1958 года уезды Умин и Лунъань были объединены в уезд Улун (武隆县), но уже в мае 1959 года были воссозданы в прежних границах.
В 1971 году Специальный район Наньнин был переименован в Округ Наньнин (南宁地区).
Постановлением Госсовета КНР от 8 октября 1983 года уезд Умин был передан из состава округа Наньнин под юрисдикцию властей города Наньнин.
Постановлением Госсовета КНР от 16 февраля 2015 года уезд Умин был преобразован в район городского подчинения.

## Административное деление
Район делится на 13 посёлков.